# بنتون (كورنوال)
بنتون (بالإنجليزية: Pentewan)‏ هي قرية تقع في المملكة المتحدة في كورنوال.